# Wesselburenerkoog
Wesselburenerkoog là một đô thị thuộc huyện Dithmarschen, trong bang Schleswig-Holstein, nước Đức. Đô thị Wesselburenerkoog có diện tích 21,88 km², dân số thời điểm 31 tháng 12 năm 2006 là 148 người.